# Cléber Santana
Cléber Santana (27 tháng 6 năm 1981 - 28 tháng 11 năm 2016) là một cầu thủ bóng đá người Brasil. Anh là 1 trong số 71 người thiệt mạng trong Chuyến bay 2933 của LaMia trong màu áo đội tuyển Associação Chapecoense de Futebol

## Sự nghiệp câu lạc bộ
Cléber Santana đã từng chơi cho Sport Recife, Kashiwa Reysol, Santos, Atlético Madrid, São Paulo và Flamengo.